# Ваша (Азербайджан)
Ваша (азерб. Vaşa) — селение в Исмаиллинском районе Азербайджана.

## История
Топоним «Ваша» имеет татское происхождение.
Первыми жителями Ваши считаются выходцы из села Сейидляр Кубинского уезда.
В 1846 году была образована Шемахинская губерния, в состав которой входил Лагичский магал, включавший в свою очередь несколько селений, в том числе и Вашу. «Кавказский календарь» на 1856 год приводит написание названия Ваши буквами местного языка (ﻭﺍﺸه).
Затем все губернские учреждения были переведены в Баку и губернию переименовали в Бакинскую. В течение второй половины XIX — начала XX веков Ваша административно относилась к селениям Шемахинского уезда, затем Геокчайского уезда данной губернии. Это была казённая деревня.
Ваша с двумя населёнными пунктами (Химран и Мудры) составляли Химранское сельское общество Геокчайского уезда. Перед Первой Мировой войной (1911) Ваша с ещё 10 населёнными пунктами объединялись теперь уже в Джулъянское 1-е общество.
В советские годы уездная система была заменена на окружную, а затем на районную. После образования Исмаиллинского района Ваша (по источнику Воша) вместе с 8 населёнными пунктами (Бирадыр, Пирасанли, Джандахар, Гафтасияб, Карча, Гендара, Варна и Зарат) вошли в состав Гафтасиябского сельского Совета (сельсовета). В 1960—1970-х годах Ваша и 7 других селений (Мюдри, Мюдреса, Наныдж, Пираганым, Джульян, Дахар и Мулух) были частью Мюдринского сельсовета того же района.

## Население
На протяжении XIX—XX веков жители селения фиксировались либо как «татары» (азербайджанцы), либо как таты. Также они упоминались как сунниты.

### XIX век
Согласно «Кавказскому календарю» на 1856 год, Вашу населяли «татары»-мусульмане (азербайджанцы-мусульмане). 
По данным списков населённых мест Бакинской губернии от 1870 года, составленных по сведениям камерального описания губернии с 1859 по 1864 год, в селении имелось 28 дворов и 296 жителей (194 мужчины и 102 женщины), являвшихся татами-сунниты. По сведениям 1873 года, опубликованным в изданном в 1879 году под редакцией Н. К. Зейдлица «Сборнике сведений о Кавказе», в  Ваше было уже 28 дворов и 279 жителей (162 мужчины и 117 женщин), но теперь они фигурировали как «татары»-сунниты (азербайджанцы-сунниты). 
Материалы посемейных списков на 1886 год сообщают нам о том, что здесь насчитывалось уже 27 дымов и 374 жителя (197 мужчин и 177 женщин), также татов-суннитов. Согласно тем же материалам, среди населения 348 человек были крестьянами на казённой земле (183 мужчины и 165 женщин; 25 дымов) и ещё 26 человек являлись представителями суннитского духовенства (14 мужчин и 12 женщин).

### XX век
Согласно сведениям Списка населённых мест, относящегося к Бакинской губернии и изданного Бакинским губернским статистическим комитетом в 1911 году, в Ваше было уже 16 дымов и 424 жителя (221 мужчина и 203 женщины), указанные на этот раз как «татары» (азербайджанцы). Всё население состояло из поселян на казённой земле, а среди мужчин пятеро были грамотными на местном языке.
По информации, приведённой в «Кавказском календаре» на 1910 год, численность населения Ваши на 1908 год составляло 440 человек, преимущественно «татары» (азербайджанцы). Очередной «Кавказский календарь» на 1912 год показывает уменьшение численности населения до 439 человек и также указывает жителей как «татар» (азербайджанцев). Зато по следующему «Кавказскому календарю» на 1915 год в Ваше проживало уже 440 человек, являвшихся татами.
В 1928 году обследованием татов занимался советский иранист Б. В. Миллер. На основе сведений, полученных в Шемахе от лагичцев, он привёл перечень татских селений Шемахинского и Геокчайского районов, в числе которых значилась и Ваша (Б. В. Миллер записал латиницей как Voşa).
По материалам издания «Административное деление АССР», подготовленного в 1933 году Управлением народно-хозяйственным учётом АССР (АзНХУ), по состоянию на 1 января 1933 года в Ваше было 305 человек коренного населения (приписанное к данному селу), среди которых 167 мужчин и 138 женщин. В этих же материалах сказано, что весь сельсовет, куда входила Ваша, на 84,4 % состоял из татов.

## Язык
Согласно «Кавказскому календарю» на 1856 год жители разговаривали между собой «на испорченном фарсицском и татарском» (то есть на татском и азербайджанском языках).
До революции татским языком занимался русский этнограф и языковед, академик В. Ф. Миллер. Он работал с учеником Бакинского технического училища, уроженцем Лагича — Агабалой Джанбахшевым. По показаниям последнего в Ваше (В. Ф. Миллер записал как Воша) слышался тот же говор, что в Лагиче и других селениях Шемахинского (Аган, Химран, Намазджа, Гарсала) и Геокчайского (Джандуо, Дуворьюн, Чандувор, Даребабо, Быгыр, Улджудж, Мюдри, Джулиан и др.) уездов.